# 歌川芳春
歌川 芳春（うたがわ よしはる、文政11年〈1828年〉 - 明治21年〈1888年〉2月5日）とは、江戸時代後期から明治時代にかけての浮世絵師。

## 来歴
歌川国芳の門人。本姓は生田、名は幾三郎。歌川の画姓を称し一峰斎、一梅斎、一橘斎、朝香楼と号す。
もとは旗本の子で三男として本所に生れる。父は御小納戸役で生田皆右衛門と云い、幼少の頃皆右衛門の兄の養子となる。当時若手の人気役者四代目中村芝翫の舞台を見て自分も役者になりたいと思い、人を介して芝翫に弟子入りを申し込んだ。しかしこれが養父の知るところとなり、養父は怒って幾三郎を禁足にし、禁足となってすることがない幾三郎は、役者の似顔絵を描いて過ごした。これを見た養父は役者になられるよりはと、幾三郎が23歳の時に国芳の門人にさせたという。
浅草茅町に住み、のち明治12年に浅草並木町、その翌年には栄久町に住む。初名は一梅斎芳晴と称し、慶応の頃に芳春と改名している。作画期は弘化から明治20年代頃にかけてで、美人画や武者絵のほか「仏蘭西大曲馬」、「蒸気車」などといった開化絵、玩具絵、読本の挿絵などを手がけている。晩年は大阪で此花新聞の挿絵を描く。三年後東京に戻り、京橋築地二丁目に住んでいたが病気により没す、享年61。戒名は芳雪院春誉一梅居士。息子に市川莚十郎、門人に歌川春富、歌川春中がいる。
梅素玄魚、仮名垣魯文、落合芳幾、歌川芳州、新井芳宗、若菜屋島次、久保田彦作らと交友をもっており、魯文による「芳春があかくなると愚痴はやみ」という句が残されている。

## 作品
- 『万国奇談袋』　※岳亭春信作、文久元年（1861年）刊行
- 『新門辰五郎遊侠譚』　※乙彦作、明治12年刊行
- 『雪月花三遊新話』　※仙果作、明治12年
- 『奥州安達原』　※種清作、明治13年
- 『業勝君助力之復讐』　※橋塘作、明治13年
- 「水滸伝豪傑鏡」　大判錦絵揃物　※役者絵。安政3年（1856年）頃、 「白日鼠白勝」、「船火児張横」ほか5枚を確認。「一梅斎芳晴」落款
- 「旅支度」　大判錦絵揃物　※「川崎」、「藤沢」ほか。弘化頃、「一橘斎芳晴」落款
- 「嘉永七年毘沙門天」　※大小暦
- 「深川全盛鏡」　大判錦絵揃物　※明治元年
- 「仏蘭西スリエ軽業大曲馬」　大判錦絵3枚続　※明治4年（1871年）
- 「仏蘭西大曲馬」　大判錦絵3枚続　※明治4年
- 「東京新橋鉄道蒸気車図」　大判錦絵3枚続　※明治6年（1873年）
- 「野州二荒山温泉図」　大判錦絵3枚続　※明治12年
- 「二荒山湯湖上滝図」　大判錦絵3枚続　※明治13年